# Ayen
Ayen – miejscowość i gmina we Francji, w regionie Nowa Akwitania, w departamencie Corrèze.
Według danych na rok 1990 gminę zamieszkiwały 682 osoby, a gęstość zaludnienia wynosiła 52 osoby/km² (wśród 747 gmin Limousin Ayen plasuje się na 191. miejscu pod względem liczby ludności, natomiast pod względem powierzchni na miejscu 491.).

## Populacja

Populacja Ayen w latach 1962–2008